# Phong trào Phục hưng Văn hóa Trung Hoa
Phong trào Phục hưng Văn hóa Trung Hoa hay còn gọi là Trung Hoa Văn hóa Phục hưng Vận động (tiếng Trung: 中華文化復興運動; bính âm: Zhōnghuá Wénhuà Fùxīng Yùndòng) là một cuộc vận động xã hội được đẩy mạnh tại Đài Loan trong vai trò đối lập với sự phá hủy văn hóa truyền thống do Đảng Cộng sản Trung Quốc gây ra trong suốt cuộc Cách mạng Văn hóa.

## Cuộc vận động xã hội
Tưởng Giới Thạch, sau làm Tổng thống Trung Hoa Dân Quốc đã khởi xướng phong trào này vào tháng 11 năm 1966 - nhân kỷ niệm 100 năm ngày sinh của nhà cách mạng Tôn Trung Sơn - bằng việc công bố chính thức khởi động phong trào phục hưng văn hóa. Đây là kế hoạch phát triển văn hóa có hệ thống đầu tiên của Quốc dân Đảng tại Đài Loan. Tưởng tự mình làm người đứng đầu ủy ban thúc đẩy phong trào này. Tổng thống tương lai Lý Đăng Huy cũng có liên quan mật thiết đến phong trào và hoạt động trong vai trò Hội trưởng phong trào phục hưng văn hóa.